# A Diamond in the Mind: Live 2011
A Diamond In The Mind: Live 2011 è un album dal vivo della pop band britannica dei Duran Duran, filmato e registrato alla Evening News Arena di Manchester il 16 dicembre 2011 durante l'All You Need Is Now Tour. È stato pubblicato il 3 luglio 2012 in Blu-ray, DVD, CD, Digitale, con una versione speciale in Blu-Ray, DVD e CD, e in una successiva edizione limitata in Vinile il 27 maggio 2014.

## Tracce

### Blu-Ray, DVD
1. Return To Now (Title Sequence)
2. Before The Rain
3. Planet Earth
4. A View To A Kill
5. All You Need Is Now
6. Blame The Machines
7. Safe (In The Heat Of The Moment)
8. The Reflex
9. The Man Who Stole A Leopard
10. Girl Panic!
11. White Lines
12. Carless Memories
13. Ordinary World
14. Notorious
15. Hungry like the Wolf
16. (Reach Up for The) Sunrise
17. The Wild Boys/Relax
18. Rio
19. A Diamond in the Mind (Credits)

#### Extra
- Duran Duran 2011 (Documentario)
- Come Undone (traccia bonus)
- Is There Something I Should Know? (traccia bonus)

### CD, Digitale
1. Before The Rain
2. Planet Earth
3. A View To A Kill
4. All You Need Is Now
5. Come Undone
6. Blame The Machines
7. The Reflex
8. Girl Panic!
9. Ordinary World
10. Notorious
11. Hungry like the Wolf
12. (Reach Up For The) Sunrise
13. The Wild Boys/Relax
14. Rio

### DeLuxe Edition (Blu-Ray+DVD+CD)
1. Return To Now (Title Sequence)
2. Before The Rain
3. Planet Earth
4. A View To A Kill
5. All You Need Is Now
6. Blame The Machines
7. Safe (In The Heat Of The Moment)
8. The Reflex
9. The Man Who Stole A Leopard
10. Girl Panic!
11. White Lines
12. Carless Memories
13. Ordinary World
14. Notorious
15. Hungry like the Wolf
16. (Reach Up for The) Sunrise
17. The Wild Boys/Relax
18. Rio
19. A Diamond in the Mind (Credits)

#### Extra
- Duran Duran 2011 (Documentario)
- Come Undone (traccia bonus)
- Is There Something I Should Know? (traccia bonus)

#### CD
1. Before The Rain
2. Planet Earth
3. A View To A Kill
4. All You Need Is Now
5. Come Undone
6. Blame The Machines
7. The Reflex
8. Girl Panic!
9. Ordinary World
10. Notorious
11. Hungry like the Wolf
12. (Reach Up For The) Sunrise
13. The Wild Boys/Relax
14. Rio

### Vinile (Diamond Dust Limited Edition, 2014)

#### Disco 1
Lato A:
1. Before The Rain
2. Planet Earth
3. A View To A Kill
4. All You Need Is Now

Lato B:
1. Come Undone
2. Blame The Machines
3. The Reflex
4. Girl Panic!

#### Disco 2
Lato C:
1. Is There Something I Should Know?
2. Ordinary World
3. Notorious
4. Hungry like the Wolf

Lato D:
1. (Reach Up For The) Sunrise
2. The Wild Boys/Relax
3. Rio

## Musicisti

### Duran Duran
- Simon Le Bon - voce principale, tamburello
- Nick Rhodes - tastiere principali, cori
- John Taylor - basso, cori
- Roger Taylor - batteria

### Aggiuntivi
- Dom Brown - chitarra, cori
- Simon Willescroft - sassofono, tastiere ritmiche (Before The Rain e The Man Who Stole A Leopard)
- Anna Ross - cori, seconda voce (Safe (In The Heat Of The Moment), The Man Who Stole A Leopard e Come Undone)
- Dawne Adams - percussioni

## Classifiche

### Andamento nella classifica italiana degli album (FIMI)
| Posizione | 46 | 68 | 40 |